# Đường cao tốc Trung Lương – Mỹ Thuận
Đường cao tốc Trung Lương – Mỹ Thuận (ký hiệu toàn tuyến là CT.01) là một đoạn đường cao tốc thuộc hệ thống đường cao tốc Bắc – Nam phía Đông nằm trong địa phận của tỉnh Đồng Tháp.

## Thiết kế
Đường cao tốc Trung Lương – Mỹ Thuận có chiều dài tuyến là 51,5 km; có điểm đầu tiếp nối đường cao tốc Thành phố Hồ Chí Minh – Trung Lương tại nút giao Thân Cửu Nghĩa và kết thúc tại nút giao An Thái Trung với Quốc lộ 30, nối tiếp với đường dẫn cầu Mỹ Thuận 2 và đường cao tốc Mỹ Thuận – Cần Thơ. Tuyến đường đi qua 5 huyện của Tiền Giang, giai đoạn phân kỳ tuyến đường có vận tốc tối đa 90 km/h (trước tháng 11 năm 2023 là 80 km/h) với 4 làn xe không có làn dừng khẩn cấp, bố trí một số điểm dừng khẩn cấp cách quãng 4 – 5km/1 điểm. Giai đoạn hoàn chỉnh đạt tiêu chuẩn đường cao tốc 6 làn xe, 2 làn dừng khẩn cấp, vận tốc tối đa 100 km/h.

## Xây dựng

### Thi công
Dự án được đầu tư theo hình thức đối tác công – tư (hợp đồng BOT) với Tập đoàn Đèo Cả làm chủ đầu tư (ban đầu do Công ty cổ phần phát triển đường cao tốc BIDV (BEDC) là chủ đầu tư), tổng mức đầu tư cho giai đoạn 1 là 12.668 tỷ đồng. đuợc khởi công vào năm 2009, dự kiến hoàn thành năm 2013. Tuy nhiên dự án bị thiếu vốn do các vấn đề khách quan và pháp lí và chỉ mới đạt 10% khối lượng. Cho đến năm 2019, dự án mới được cấp vốn và tái khởi công. 

#### Thông xe
Tuyến đường được thông xe tạm thời vào ngày 25 tháng 1 năm 2022 để phục vụ người dân vùng Đồng bằng sông Cửu Long lưu thông vào dịp Tết Nhâm Dần. Từ ngày 27 tháng 4 năm 2022, tuyến đường cao tốc đã chính thức được đưa vào hoạt động để phục vụ người dân vùng Đồng bằng sông Cửu Long lưu thông vào dịp kỷ niệm 47 năm ngày Giải phóng miền Nam - Thống nhất đất nước. Đây là dự án trọng điểm giảm tải cho Quốc lộ 1. Đoạn cao tốc này cũng là một trong những tuyến đường huyết mạch, kết nối vùng Tây Nam Bộ với Thành phố Hồ Chí Minh và khu vực kinh tế trọng điểm phía Nam. Vào ngày 9 tháng 8 năm 2022, tuyến đường chính thức thu phí.

### Mở rộng
Phó Thủ tướng Trần Hồng Hà đã yêu cầu nghiên cứu đầu tư mở rộng tuyến cao tốc Trung Lương – Mỹ Thuận cùng với tuyến Thành phố Hồ Chí Minh – Trung Lương theo phương thức PPP vào ngày 31 tháng 8 năm 2023. Theo đó, Phó Thủ tướng giao Bộ GTVT chủ trì nghiên cứu và đề xuất đầu tư mở rộng đoạn tuyến cao tốc Thành phố Hồ Chí Minh – Trung Lương lên quy mô 8 làn xe, đoạn tuyến cao tốc Trung Lương – Mỹ Thuận lên quy mô 6 làn xe theo phương thức đầu tư đối tác công – tư (PPP).

## Chi tiết tuyến đường

Bảng thông tin tốc độ cao tốc

### Làn xe
- 4 làn xe, có điểm dừng khẩn cấp

### Chiều dài
- Toàn tuyến: 51,5 km

### Tốc độ giới hạn
- Tối đa: 90 km/h, Tối thiểu: 60 km/h

## Lộ trình chi tiết
- Toàn tuyến cao tốc đi qua địa bàn tỉnh Tiền Giang.

- IC - Nút giao, JCT - Điểm lên xuống, SA - Khu vực dịch vụ (Trạm dừng nghỉ), TN - Hầm đường bộ, TG - Trạm thu phí, BR - Cầu
- Đơn vị đo khoảng cách là km.

| Số                                                                              | Tên                                                                     | Khoảng cách từ đầu tuyến                                                | Kết nối                                                                 | Ghi chú                                                                 | Vị trí                                                                  |                                                                         |
| Kết nối trực tiếp với Đường cao tốc Thành phố Hồ Chí Minh – Trung Lương         | Kết nối trực tiếp với Đường cao tốc Thành phố Hồ Chí Minh – Trung Lương | Kết nối trực tiếp với Đường cao tốc Thành phố Hồ Chí Minh – Trung Lương | Kết nối trực tiếp với Đường cao tốc Thành phố Hồ Chí Minh – Trung Lương | Kết nối trực tiếp với Đường cao tốc Thành phố Hồ Chí Minh – Trung Lương | Kết nối trực tiếp với Đường cao tốc Thành phố Hồ Chí Minh – Trung Lương | Kết nối trực tiếp với Đường cao tốc Thành phố Hồ Chí Minh – Trung Lương |
| ------------------------------------------------------------------------------- | ----------------------------------------------------------------------- | ----------------------------------------------------------------------- | ----------------------------------------------------------------------- | ----------------------------------------------------------------------- | ----------------------------------------------------------------------- | ----------------------------------------------------------------------- |
| 1                                                                               | IC Thân Cửu Nghĩa                                                       | 50                                                                      | Đường tỉnh 878                                                          |                                                                         | Long Hưng                                                               |                                                                         |
| TG                                                                              | Trạm thu phí Thân Cửu Nghĩa                                             |                                                                         |                                                                         |                                                                         | Long Hưng                                                               |                                                                         |
| 2                                                                               | IC Cai Lậy                                                              |                                                                         | Quốc lộ 1                                                               |                                                                         | Mỹ Phước Tây                                                            |                                                                         |
| SA                                                                              | Trạm dừng nghỉ                                                          | 78.2                                                                    |                                                                         | Chưa thi công                                                           | Mỹ Thành                                                                |                                                                         |
| 3                                                                               | IC Cái Bè                                                               |                                                                         | Đường tỉnh 875C                                                         |                                                                         | Cái Bè                                                                  |                                                                         |
| TG                                                                              | Trạm thu phí Km98+320                                                   | 98.3                                                                    |                                                                         |                                                                         | Cái Bè                                                                  |                                                                         |
| 4                                                                               | IC An Hữu                                                               | 99.3                                                                    | Đường cao tốc Cao Lãnh – An Hữu                                         | Chưa thi công                                                           | An Hữu                                                                  |                                                                         |
| 5                                                                               | IC An Thái Trung                                                        | 101.1                                                                   | Quốc lộ 30                                                              |                                                                         | An Hữu                                                                  |                                                                         |
| Kết nối trực tiếp với Đường cao tốc Mỹ Thuận – Cần Thơ thông qua Cầu Mỹ Thuận 2 |                                                                         |                                                                         |                                                                         |                                                                         |                                                                         |                                                                         |
| 1.000 mi = 1.609 km; 1.000 km = 0.621 mi                                        |                                                                         |                                                                         |                                                                         |                                                                         |                                                                         |                                                                         |